# 西国

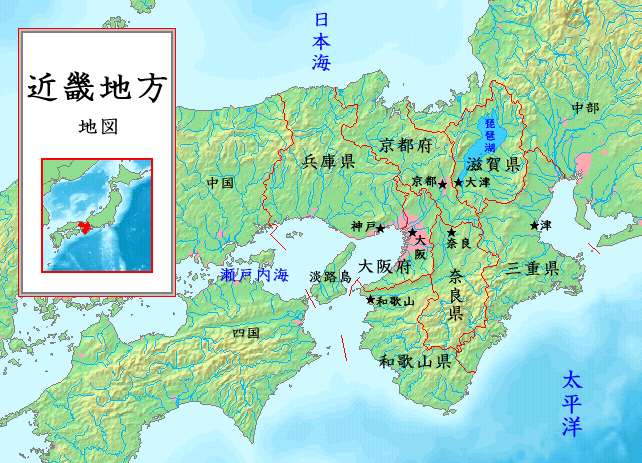
近畿地方

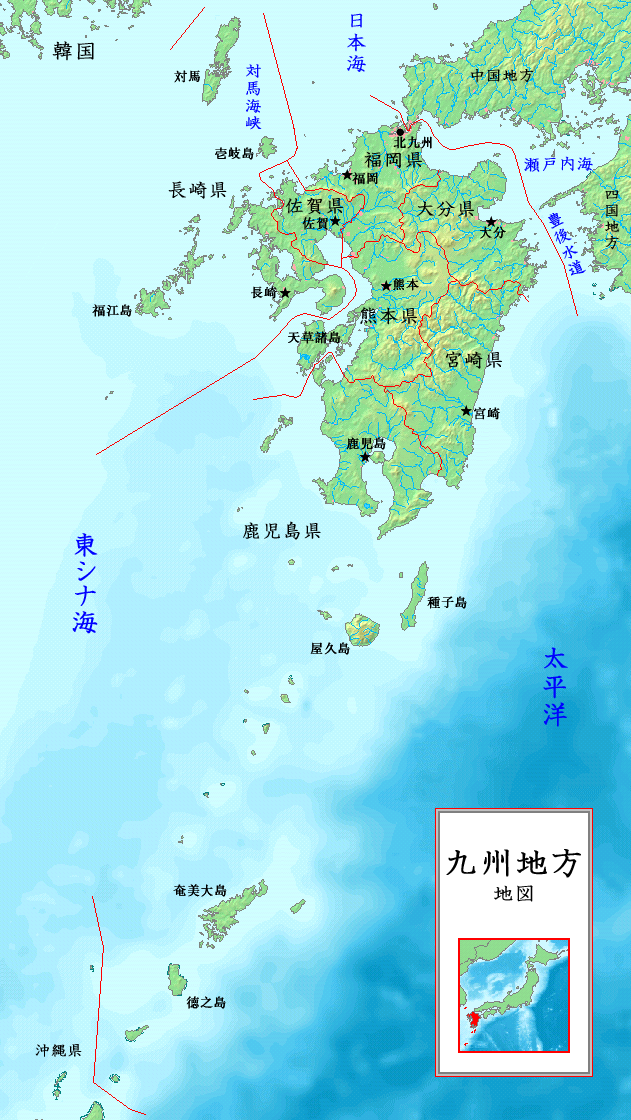
九州地方

西国（さいごく、せいごく、さいこく、せいこく）とは、日本西部の諸地域である。

## 区域
現代でも使用されることが時折あり、場合により区域が異なる。
- 近畿地方 - 現代日本や鎌倉時代など、行政の中心が関東地方にある場合に、それに対する近畿（関西）地方（畿内）の呼称。
- 中国地方 - なかでも特に山陽地方。かつて西国街道があったことに由来。
- 九州地方 - かつて西海道と呼ばれたり、鎮西府がおかれたことに由来。
- 中国・四国地方
- 西日本 - 日本国の西半分。ただし東日本との境界は諸説ある。
- 畿内（近畿地方）より西方にある地域。中国・四国・九州・沖縄地方。
- 関東地方より西方にある地域。中部・東海・近畿・中国・四国・九州・沖縄地方。
- 東海地方より西方にある地域。近畿・中国・四国・九州・沖縄地方。

歴史的には、特定の区域を指すというよりも、東国に対する対比として用いられた例が多い。
ヤマト王権（大和朝廷）は西日本の諸豪族とのつながりの中で形成された政権であり、自分達の勢力圏との対比で東側の未開地とする地域を「東国」と呼ぶ例は比較的早くから見られるものの、ヤマト王権と文化的水準が近似していた西日本を区別する考え方は希薄であり、「西国」の呼称の最古の例は『日本書紀』天武天皇5年4月14日（676年5月31日）条であり、これは西海道諸国すなわち九州を指す語であったと考えられている。同様の意味で用いられた語には鎮西（ちんぜい）という言葉があり、これは藤原広嗣の乱によって大宰府が一時廃されて替わりに鎮西府が設置された事に由来する。
鎌倉幕府が成立すると、当初において自己の支配圏が及んだ地域（越後・信濃・三河以東）を東国、朝廷方の大宰府と幕府方の鎮西守護が並存した九州を西国（鎮西）、朝廷の支配権が維持されていた京都を中心としたその他の地域を畿内近国と称した。承久の乱後、六波羅探題が設置されるとその管轄下に置かれた畿内近国・鎮西（九州）を一括して西国と呼ぶようになる。更に鎮西探題の設置によって鎮西（九州）が六波羅探題の管轄から外れると、六波羅探題の管轄に残されたかつての畿内近国の事を指して西国と呼ぶようになった。
建武の新政によって鎌倉幕府による従来の東国・西国（この場合は畿内近国）・鎮西に分かれていた区分体制が解体されて以後、行政区域としての「西国」は消滅してかつての西国と呼ばれた地域は畿内・鎮西（九州）とその中間に相当する中国（この場合には現在の四国を含む）に分けて考えられるようになった。
ただし、その後も畿内以西の地域あるいは鎮西（九州）のみを漠然と「西国」と呼ぶ慣習があった。『日葡辞書』では「西国」を九州のことと解している。
戦国時代には山陽道・山陰道にあたる中国路を西国として示すこともあった。
なお、古代及び近代においては、海外の国々を指して「西国」（前者は中国大陸を、後者は欧米諸国を念頭に置いて）と称する例もあった。